# (18189) Medeobaldia
(18189) Medeobaldia (2000 QN82) – planetoida z pasa głównego asteroid okrążająca Słońce w ciągu 4,45 lat w średniej odległości 2,7 j.a. Odkryta 24 sierpnia 2000 roku.